# Абрамов Костянтин Іванович
Костянтин Іванович Абрамов (19 жовтня 1920, Лугівське, Мінусінський район, Красноярський край, РРФСР — 23 квітня 2001, Хімки, Московська область, РФ) — радянський та російський бібліотекознавець, доктор педагогічних наук (1976), професор (1976), Заслужений діяч науки РРФСР (1980). Нагороджений: двома Орденами Вітчизняної війни першого ступеня, орденом Вітчизняної війни другого ступеня, Орденом Червоної Зірки, двома медалями «За відвагу», медаллю «За оборону Сталінграда», медаллю «За визволення Праги». Кавалер Ордена Пошани (1999)

## Біографія
Народився 19 жовтня 1920 року в селі Лугівське (Мінусінський район, Красноярський край) у сім'ї вчителів. Проживав та навчався в м. Мінусінську. У 1940 р. після закінчення середньої школи був призваний до Червоної Армії. З другої половини 1942 р. і до кінця війни перебував у чинній армії. Воював на Воронезькому, Степовому, Другому Українському фронтах. Брав участь у Сталінградській битві, в битві на Курській дузі. Пройшов із боями через Україну, Молдову, Румунію, Польщу, Чехію, Словаччину, Німеччину. Демобілізувався в 1946 році.
Відразу ж після демобілізації у вересні 1946 року вступив до МДБІ (нині: Московський державний університет культури і мистецтв — МДУКМ) на бібліотечний факультет, який з відзнакою закінчив у 1950 році. Того ж року вступив до аспірантури. В 1954 захищає кандидатську дисертацію з історії бібліотечної справи Росії в 30-х — початку 60-х рр. 19 століття.
У наступні роки його викладацька та наукова діяльність пов'язана з МДІК. З 1953 р. — викладач, у 1954-58 рр. і в 1977-79 рр. — декан Бібліотечного факультету. У 1975 р. захищає докторську дисертацію, присвячену історії бібліотечної справи в СРСР. У 1976 р. надано звання професора, в 1980 р. — Заслуженого діяча науки РРФСР. З 1960 по 1998 рр. — завідував кафедрою бібліотекознавства. За сумісництвом працює старшим та провідним науковим співробітником Державної бібліотеки СРСР ім. В. І. Леніна (нині РДБ), де займався питаннями джерелознавства та історіографії бібліотекознавства. З 1998 по 2001 рр. — професор кафедри бібліотекознавства МДІК.
Був засновником історико-бібліотечної наукової школи та захоплювався питаннями бібліотечного будівництва в ранні роки СРСР. Зробив величезний внесок у підготовку майбутніх бібліотечних діячів, а також керував написанням студентами курсових та дипломних робіт. Написані студентами курсові та дипломні роботи під його керівництвом завжди мали відмінні результати за оцінками. Студенти підготували понад 30 кандидатських та докторських дисертацій. Також розробляв удосконалені концепції бібліотечної освіти. Входив до складу редколегій журналів «Библиотекарь» і «Библиотековедение».
Помер 23 квітня 2001 року в м. Хімки.

## Основні роботи
Основні публікації присвячені теорії та методології бібліотекознавства. Автор понад 300 наукових праць: книг, брошур, статей. Серед яких:
- Библиотечное строительство в первые годы советской власти (1917-1920). М., 1974;
- История библиотечного дела в СССР : [Учебник для библ. фак. институтов культуры, пед. вузов и университетов]. — 3-е изд., перераб. и доп. — М. : Книга, 1980. — 352 с.; 20 см; ISBN В пер. (В пер.)
- История библиотечного дела в России : Учеб.-метод. пособие для студентов, преподавателей и библиотекарей-практиков : [В 2 ч.]. — М. : Издательство Либерия, 2000-____. — 20 см. — (Альманах "Приложение к журналу «Библиотека» / М-во культуры РФ. Моск. гос. университет культуры и искусства; 1-е полугодие 2000 г.). [Ч. 1]. — 2000. — 175 с. : табл.; ISBN 5-85129-104-4
- Городские публичные библиотеки России: история становления (1830 — начало 1860-х гг.). — М. : Пашков дом, 2001. — 124, [1] с. : ил.; 20 см. — (Отечественная история библиотечного дела : ИБ).; ISBN 5-7510-0221-0
- История 223-го гвардейского стрелкового полка, 78-й Гвардейской Висленской ордена Суворова 2-й степени стрелковой дивизии [Текст] : воспоминания ; Московский гос. университет культуры и искусств. — Москва : МГУКИ, 2010. — 123 с. : фотографии; 20 см